# Locomotiva VR Classe SR2
La locomotiva VR Classe SR2 è un gruppo di locomotive acquistato dalle ferrovie finlandesi (VR). Sono state costruite da ADTranz, confluita in Bombardier. La loro tecnologia è interamente basata sulla classe Re 460 della SBB.
Sono state soprannominate Alppirussu (Margherita), Käkikello (Orologio a cucù), un chiaro riferimento all'origine Svizzera delle locomotive, e Marsu (Porcellino d'India).

## Storia
Nel 1992, VR ordinò le prime 20 SR2, altre 20 furono ordinate in 12 opzioni. Alla fine soltanto 6 delle 12 opzioni diventarono ordini, formando una flotta di 46 macchine. Le locomotive vengono utilizzate sia per il servizio passeggeri e sia per quello merci, e sono il gruppo più utilizzato per i treni InterCity veloci in Finlandia.

## Tecnica
Quando sono state introdotte, le SR2 erano le locomotive più potenti e più veloci della flotta VR. Sono state progettate per una velocità massima di 230 km/h. Durante le corse di prova, la SR2 raggiunse una velocità massima di 232 km/h . VR decise di limitare la velocità di queste macchine a 210 km/h, dato che la velocità massima per legge dev'essere del 10% superiore a quella commerciale.
Le locomotive sono dotate di inverter GTO che alimentano 3 motori trifase asincroni a corrente alternata. La massima potenza di ogni motore a raffreddamento ad aria è di 1560 kW. Tutti i motori possono raggiungere un output di 6100 kW (5000 kW in CC). I carrelli pesano solamente 15,8 tonnellate e utilizzano assi radiali. Questo riduce molto l'usura dei binari.
L'intera costruzione della locomotiva è modulare e tutte le funzioni vengono controllate da microprocessori. Le linee di dati sono cavi in fibra ottica.